# الجمعية الخيرية لرعاية الأيتام بمنطقة الرياض (إنسان)

## تأسيس الجمعية
إحساساً من أهالي منطقة الريـاض بأهمية وجود جمعية خيرية متخصصة تقوم  بشؤون الأيتام، فقد اجتمع نخبة من المحسنين بحضور خادم الحرمين الشريفين الملك سلمان بن عبد العزيز ـ عندما كان أميراً لمنطقة الرياض في ذلك الوقت ـ في منزل الشيخ حمد بن محمد بن سعيدان. 
فتبنى الملك سلمان رفع الطلب للمقام السامي وصدر الأمر السامي الكريم بإنشاء الجمعية الخيرية لرعاية الأيتام بمنطقة الرياض برقم 427/8 وتاريخ 22 /6 /1419هـ ، وسجلت في وزارة الشؤون الاجتماعية (وزارة الموارد البشرية والتنمية الاجتماعية حاليا) بالرقم (166) وتاريخ 1420/08/28هـ طبقاً للائحة الجمعيات والمؤسسات الخيرية. 
ومنذ ذلك اليوم وهي تمارس نشاطها في رعاية الأيتام السعوديين والأجانب داخل منطقة الرياض بالأهداف التالية:
1. غرس مبادئ الدين الحنيف لدى اليتيم.
2. توفير الرعاية المادية والمعنوية.
3. تقديم المساعدات في مواجهة المشكلات التي تعترض اليتيم.

واتخذت من كلمة (إنسان) شعاراً لها لتعبر عن مضمون رسالتها.

## رؤية الجمعية
الريادة في تمكين المستفيد بمهنية عالية عبر منظومة مستدامة.

## رسالة الجمعية
جمعية أهلية تعنى بأيتام منطقة الرياض وأمهاتهم لتمكينهم من حياة كريمة ببرامج نوعية وجودة عالية وأسلوب متميز تكسبها ثقة المجتمع.

## قيم الجمعية[1]
1. كرامة المستفيد .
2. التميز والجودة.
3. العدالة.
4. النزاهة والشفافية.
5. الولاء.
6. العمل الجماعي.

## مجلس إدارة الجمعية

### مجلس إدارة الجمعية في دورته الأولى من التأسيس حتى عام 1424هـ
تم تشكيل مجلس إدارة الجمعية الأول الذي كان خلال الفترة من تأسيس الجمعية حتى شهر رمضان من عام 1424هـ وكان برئاسة الملك سلمان بن عبد العزيز وعضوية كل من: 
1. الأمير سطام بن عبد العزيز (رحمه الله) نائباً للرئيس
2. د. حمود بن عبد العزيز البدر عضو وأمين عام الجمعية
3. إبراهيم بن محمد بن سعيدان عضو
4. عبد الله بن سليمان المقيرن عضو
5. عبد الرحمن بن علي الجريسي عضو
6. عبد العزيز بن عبد الله الموسى (رحمه الله) عضو
7. محمد بن عبد الله الجميح (رحمه الله) عضو
8. محمد بن صالح بن سلطان (رحمه الله) عضو
9. محمد بن إبراهيم السبيعي عضو
10. محمد بن علي بن خميس عضو

وتم تشكيل اللجان التالية :
أولاً / اللجنة التنفيذية وهم :
1. د. حمود بن عبد العزيز البدر رئيس اللجنة التنفيذية
2. إبراهيم بن محمد بن سعيدان عضو
3. عبد الله بن سليمان المقيرن عضو
4. عبد الرحمن بن علي الجريسي عضو

ثانياً / اللجنة الاعلامية وهم:
1. د. حمود بن عبد العزيز البدر رئيس اللجنة
2. د. أحمد بن موسى الضبيبان عضو
3. تركي بن عبد الله المقيرن عضو
4. طلعت بن فريد وفا (رحمه الله) عضو
5. عبد الله بن أحمد خشيم عضو
6. د. عبد الله بن عبد الرحمن الجحلان عضو
7. عبد الوهاب بن محمد الفايز عضو
8. علي بن أحمد الشدي عضو
9. د. فهد بن عبد الله الطياش عضو
10. فهد بن علي العريفي عضو
11. فهد بن محمد الفريان عضو
12. محمد التونسي عضو

ثالثاً / اللجنة الاجتماعية وهم:
1. عبد الله بن سليمان المقيرن رئيساً
2. د. حميد بن خليل الشايجي عضو
3. د. زهير بن أحمد السباعي عضو
4. د. سامي بن عبد العزيز الدامغ عضو
5. د. سعود بن ضحيان الضحيان عضو
6. د. سليمان بن عبد الرزاق البلالي عضو
7. د. سليمان بن عبد الله العقيل عضو
8. د. عبد العزيز بن راشد العشبان عضو
9. د. عبد العزيز بن عبد الله العبدان (رحمه الله) عضو
10. د. عبد الله بن حسن الخليفة عضو
11. م. عبد الله عبد الرحمن الحصين عضو
12. عبد الله بن محمد الغليقه عضو
13. عبد الله بن ناصر السدحان عضو
14. د. عمر بن عبد الرحمن المفدى عضو
15. م. محمد بن عبد الله الضبيبان عضو
16. وليد بن محمد الدايل عضو

رابعاً / لجنة تنمية الموارد المالية وهم:
1. إبراهيم بن محمد بن سعيدان رئيساً
2. حامد بن عبد الله الشارخ عضو
3. عامر بن عواض اللويحق (رحمه الله) آمين عضو
4. عبد العزيز بن إبراهيم التريكي عضو
5. عبد العزيز بن إبراهيم آل الشيخ عضو
6. عبد العزيز بن عبد الله المنجم عضو
7. عبد العزيز بن محمد العبد القادر عضو
8. عبد العزيز بن محمد آل الشيخ عضو
9. د. عبد الإله بن محمد المؤيد (رحمه الله) آمين عضو
10. فهد بن إبراهيم الدغيثر عضو
11. محمد بن عبد الكريم الحمد عضو
12. محمد بن مساعد السيف عضو
13. منصور بن إبراهيم السويدان عضو
14. م. ناصر بن محمد المطوع عضو
15. نجم بن عبد الله أبا حسين عضو

خامساً / اللجنة النسائية وهن:
1. الأميرة / لطيفة بنت عبد الله بن عبد الرحمن رئيسة اللجنة
2. الأميرة/ الجوهرة بنت فيصل بن تركي عضو
3. كرم الوراق الحجيلان عضو
4. د. فوزية أخضر عضو
5. قماشة محمد الدغيثر عضو
6. ثريا عابد شيخ عضو
7. سمها الغامدي عضو
8. هدى عبد العزيز النعيم عضو
9. فاطمة محمد السلوم عضو
10. د. فاطمة سالم الخريجي عضو
11. نادية التميمي عضو
12. د. نوال الثنيان عضو
13. د. نضال الأحمد عضو
14. نورة حسن السلطان عضو
15. أمل إبراهيم بن سعيدان عضو
16. فريال محمد الكردي عضو
17. جواهر بنت محمد بن سلطان عضو
18. هيفاء بنت محمد بن سلطان عضو
19. د. عفاف الدباغ عضو
20. سلطانة بنت محمد بن سلطان عضو
21. الجوهرة الموسى عضو

### مجلس إدارة الجمعية في دورته الثانية من عام 1424هـ حتى عام 1428هـ
1. خادم الحرمين: سلمان بن عبد العزيز رئيساً
2. الأمير سطام بن عبد العزيز نائب الرئيس
3. د. حمود بن عبد العزيز البدر عضو
4. إبراهيم بن محمد بن سعيدان عضو
5. سلطان بن محمد بن صالح عضو
6. عبد الله بن سليمان المقيرن عضو
7. عبد المحسن بن محمد الدريس عضو
8. علي بن أحمد الشدي عضو
9. علي بن عبد الله المنجم عضو
10. د. فهد بن عبد الرحمن العبيكان عضو
11. فيصل بن مساعد السيف عضو
12. محمد بن عبد العزيز الجميح عضو
13. ناصر بن محمد المطوع عضو

وتم تشكيل اللجنة التنفيذية على النحو التالي:
1. د. حمود بن عبد العزيز البدر رئيس اللجنة
2. إبراهيم بن محمد بن سعيدان عضو
3. عبد الله بن سليمان المقيرن عضو
4. فيصل بن مساعد السيف عضو

كما تم استحداث لجنة أصدقاء الأيتام (وأعيد تسميتها إلى لجنة التطوير وتنمية الموارد) وكانت على النحو التالي:
1. الأمير فيصل بن سلمان بن عبد العزيز رئيساً
2. فيصل بن مساعد السيف عضو
3. تركي بن عبد الله المقيرن عضو
4. خالد بن سليمان الراجحي عضو
5. عبد الوهاب الفايز عضو
6. فهد بن محمد الفريان عضو
7. عبد الإله بن سعد بن سعيد عضو
8. فهد بن عبد الله الطياش عضو
9. د. عبد الله الرفاعي عضو
10. عصمت بن محمد ضياء عيسى عضو
11. مطشر بن طراد المرشد عضو

كما تم إعادة تشكيل اللجنة الاعلامية على النحو التالي:
1. فهد بن محمد الفريان رئيس اللجنة
2. د. أحمد بن موسى الضبيبان عضو
3. تركي بن عبد الله المقيرن عضو
4. عبد الله بن أحمد خشيم عضو
5. د. عبد الله بن عبد الرحمن الجحلان عضو
6. عبد الوهاب بن محمد الفايز عضو
7. علي بن أحمد الشدي عضو

كما تم إعادة اللجنة الاجتماعية على النحو التالي:
1. محمد بن علي بن خميس رئيساً
2. عبد الرحمن اليمني عضو
3. د. سليمان بن عبد الرزاق البلالي عضو
4. د. فهد بن محمد المطلق عضو
5. م. عبد الله عبد الرحمن الحصين عضو
6. عبد الله بن محمد الغليقه عضو
7. عبد الله بن ناصر السدحان عضو
8. د. عمر بن عبد الرحمن المفدى عضو

كما تم إعادة تشكيل اللجنة النسائية على النحو التالي:
1. فريال محمد الكردي رئيسة اللجنة
2. كرم الوراق الحجيلان عضو
3. قماشة محمد الدغيثر عضو
4. ثريا عابد شيخ عضو
5. سمها الغامدي عضو
6. هدى عبد العزيز النعيم عضو
7. فاطمة محمد السلوم عضو
8. د. فاطمة سالم الخريجي عضو
9. نادية التميمي عضو
10. أمل إبراهيم بن سعيدان عضو

### مجلس إدارة الجمعية في دورته الثالثة من عام 1428هـ حتى عام 1432هـ
1. الأمير سلمان بن عبد العزيز رئيساً
2. الأمير سطام بن عبد العزيز نائب الرئيس
3. الأمير فيصل بن سلمان بن عبد العزيز عضو
4. د. حمود بن عبد العزيز البدر عضو
5. د. عبد الرحمن بن عبد العزيز السويلم عضو
6. إبراهيم بن محمد بن سعيدان عضو
7. أحمد بن عبد العزيز الراجحي عضو
8. عبد الله بن سليمان المقيرن عضو
9. عبد الله بن صالح العثيم عضو
10. د. فهد بن عبد الرحمن العبيكان عضو
11. فيصل بن مساعد السيف عضو
12. محمد بن عبد العزيز الجميح عضو
13. ناصر بن محمد المطوع عضو

وتم تشكيل اللجنة التنفيذية على النحو التالي:
1. الأمير فيصل بن سلمان بن عبد العزيز رئيس اللجنة
2. د. حمود بن عبد العزيز البدر عضو
3. إبراهيم بن محمد بن سعيدان عضو
4. عبد الله بن سليمان المقيرن عضو
5. فهد بن عبد الرحمن العبيكان عضو
6. فيصل بن مساعد السيف عضو

### مجلس إدارة الجمعية في دورته الرابعة من عام 1432هـ حتى عام 1437هـ
1. الأمير خالد بن بندر بن عبد العزيز رئيساً
2. الأمير تركي بن عبد الله بن عبد العزيز نائباً للرئيس
3. الأمير أحمد بن فهد بن سلمان بن عبد العزيز عضو
4. د. حمود بن عبد العزيز البدر عضو
5. د. عبد الرحمن بن عبد العزيز السويلم عضو
6. إبراهيم بن محمد بن سعيدان عضو
7. د. خالد بن عبد العزيز النويصر عضو
8. سعد بن إبراهيم المعجل عضو
9. سليمان بن محمد القناص عضو
10. عبد الله بن سليمان المقيرن عضو
11. د. فهد بن عبد الرحمن العبيكان عضو
12. فيصل بن مساعد السيف عضو
13. محمد بن عبد العزيز الجميح عضو

وتم تشكيل اللجنة التنفيذية على النحو التالي:
1. الأمير أحمد بن فهد بن سلمان بن عبد العزيز رئيساً
2. د. عبد الرحمن بن عبد العزيز السويلم عضو
3. عبد الله بن سليمان المقيرن عضو
4. فهد بن عبد الرحمن العبيكان عضو
5. فيصل بن مساعد السيف عضو
6. سليمان بن محمد القناص عضو
7. د. خالد بن النويصر عضو

## فروع الجمعية
تقدم الجمعية خدماتها عبر 19 فرع:
1. فرع شمال الرياض
2. فرع الروضة
3. فرع شرق الرياض
4. فرع جنوب الرياض
5. فرع غرب الرياض
6. فرع محافظة الخرج.
7. فرع محافظة حوطة بني تميم.
8. فرع محافظة الأفلاج.
9. فرع محافظة السليل.
10. فرع محافظة وادي الدواسر.
11. فرع محافظة المجمعة.
12. فرع محافظة شقراء.
13. فرع محافظة الزلفي.
14. فرع محافظة رماح.
15. فرع محافظة القويعية.
16. فرع محافظة الدوادمي.
17. فرع محافظة عفيف
18. فرع محافظة مرات
19. فرع محافظة الحريق.

ويستفيد من خدماتها أكثرمن 40,000 يتيم ويتيمة وأرملة وعدد الأسر يفوق 9500 أسرة.

## لجان الجمعية
- اللجنة التنفيذية
- اللجنة الإعلامية
- اللجنة الإجتماعية
- لجنة تنمية الموارد المالية.[3]

## الجوائز التي حصلت عليها الجمعية
كما استطاعت الجمعية أن تنال:

جوائز التي حصلت عليها الجمعية

1. جائزة الأمير نايف الذهبية للسعودة عن القطاع الخيري: حيث حققت الجمعية أعلى نسبة سعودة في موظفيها بين الجمعيات الخيرية العاملة في المملكة العربية السعودية.
2. جائزة الشيخ فهد الأحمد الصباح الدولية : حيث كرمت الجمعية الخيرية لرعاية الأيتام بمنطقة الرياض (إنسان) بالمركز الأول لأفضل مشروع خيري متميز ضمن جائزة الشيخ فهد الأحمد الدولية للعمل الخيري بدولة الكويت، وكانت جمعية إنسان قد شاركت للمرة الأولى في هذه الجائزة بمشروع بطاقات صرف النفقات باعتباره من المشاريع المتميزة والرائدة الذي عملت به الجمعية منذ بدايتها.
3. جائزة الفوربس: تم منح الجمعية جائزة الفوربس للشفافية، حيث حصلت على المركز الأول على مستوى المملكة العربية السعودية، والرابع على مستوى الوطن العربي من حيث الشفافية والنزاهة.
4. جائزة الملك خالد: حصلت الجمعية على المركز الثالث على مستوى الجمعيات الخيرية كأفضل الممارسات الإدارية المتميزة.
5. جائزة السعفة: حققت الجمعية المركز الأول في جائزة السعفة للنزاهة والشفافية من مؤسسة السعفة للشفافية.
6. جائزة السبيعي للتميز في العمل الخيري: حصلت الجمعية على جائزة السبيعي للتميز في العمل الخيري 1437هـ - فئة المنشآت الكبيرة .
7. جائزة السنابل بالبحرين : حققت الجمعية جائزة السنابل للمسؤولية الاجتماعية في مملكة البحرين.

## انظر ايضاً
- الرياض
- الأيتام